# Aalto Egyetem
Az Aalto Egyetem (finnül: Aalto-yliopisto, svédül: Aalto-universitetet) 2010-ben alakult három főiskolai szintű oktatási intézet – Műegyetem, a Közgazdasági- és az Iparművészeti Főiskola – egyesítésével. Jelenleg mintegy 16 400 diák és 4 300 oktató mondhatja magát egyetemi polgárnak.

## Az egyetem céljai

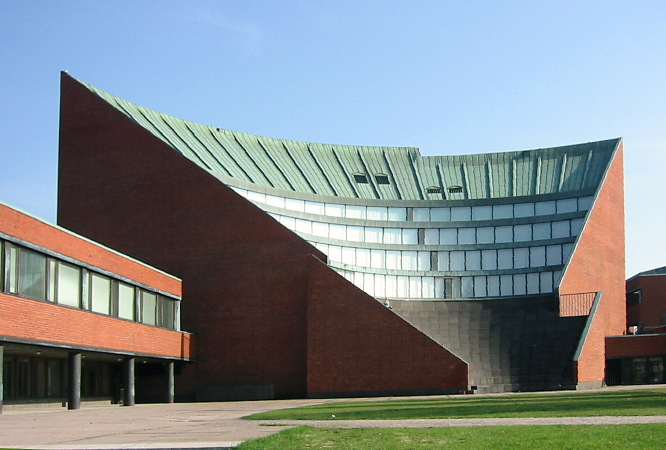
Az egyetem főépülete Otaniemiben, Espooban

A hatékony multidiszciplináris oktatás és kutatás kialakítása miatt egyesítették a három jogelőd intézményt egy egyetemmé. Az Aalto Egyetem jövőképe nem kevesebbet tartalmaz, mint azt, hogy az intézmény a világ egyik vezető egyetemévé váljon.
A magas szintű kutatás és oktatás mellett a vállalatokkal és állami szervekkel való közös munkára helyezik a hangsúlyt. A cél az, hogy elősegítsék a nemzetköziséget, az innovációt, az új tanulási és tanítási módszerek kidolgozását. A tudományos együttműködések, az interdiszciplináris projektek szintén fontos helyet foglalnak el az Aalto Egyetem stratégiájában. Az alapítványi működési forma elősegíti, hogy a magántőkét bevonják a céljaik elérésébe és a kimagasló teljesítményeket kimagasló elismerésben részesíthessék.
Az egyetem nevét pályázat során választották ki. 1600 pályázat érkezett, amelynek 19,5%-a Alvar Aalto, építész nevét ajánlotta. Az aalto szó hullámot is jelent.

## Az egyetem a magyar sajtóban
A magyar elektronikus sajtóba főképp fejlesztéseinek bemutatásával kerül be az Aalto Egyetem. A Terminátor szemüveg című cikk egy olyan szemüveget mutat be, amely számítógépként működve tudatja velünk, hogy mi is az, amire épp ránézünk. Figyeli a szemmozgásunkat és ez alapján írja ki a szemüveg belső felszínére az adatokat. A világhálóra való esetleges kapcsolásával és az arcfelismerő rendszerének fejlesztésével még az is elképzelhető, hogy idővel csak rá kell néznünk valakire az utcán és már tudjuk is, ki lépked épp felénk.
A szuperhatékony aerogélről szóló írást olyan elektromikroszkópos felvétellel illusztrálták, amelyet az Aalto Egyetem munkatársai készítettek. A mobilozási szokásokról az Aalto Egyetemen készült tanulmány is jelentős publicitást kapott Magyarországon. Az egyetem kutatói nem restek a filmek emberi agyra kifejtett hatását is tudományos módszerekkel vizsgálni, mint az tették nemrégiben Aki Kaurismäki: A gyufagyári lány című filmjével kapcsolatban. A Microsoft és a Nokia közös fejlesztői programjáról – amelynek az Aalto Egyetem a vezetője – is esett szó a magyar sajtóban.